# Mimo y Los Jumps
Mimo y Los Jumps fueron una banda española de Rock and roll y doo wop surgida en Madrid en 1959 y cuya trayectoria abarca desde ese año hasta  1962 (año de su disolución).
Se les considera, junto a otros grupos como Los Pájaros Locos, el Dúo Dinámico, Los Milos o Los Rocking Boys, auténticos pioneros del rock en España.

## Biografía
Pilar García de la Mata era una joven madrileña, procedente de una familia de clase alta, que en 1959 ganó un concurso televisivo para jóvenes valores titulado <<Salto a la Fama>>, interpretando temas de rock and roll (curiosamente, a ese mismo certamen también se había presentado la luego famosa Rocío Dúrcal).
Como consecuencia, es fichada por la discográfica Variety y adopta el nombre artístico de Mimo. En 1960 graba un Ep, titulado <<Mimo's Rock>> con cuatro canciones cantadas en inglés. Se trata de versiones de temas de Dion and the Belmonts y Paul Anka, así como una composición de la propia Pilar. Su estilo, claramente influido por el primer rock and roll y el doo wop, recuerda en cierto modo al de la estrella estadounidense Brenda Lee.
Antes de terminar el año, cambia de compañía, pasando a Phillips. Al mismo tiempo, se une a los hermanos Jorge, Jaime y Miguel Celada (batería, guitarra rítmica y guitarra solista, respectivamente) y al hispano-filipino Ricky Morales. Nacen así Mimo y Los Jumps. La banda graba tres EP más entre 1961 y 1962, ya cantados en castellano. Y con los que obtiene bastante repercusión comercial. Su estilo, sin abandonar el rock and roll y el doo wop originales, se adapta a las nuevas tendencias entonces llegadas de Italia y -sobre todo- de Francia, como el pop yeyé y el twist.
En 1962, Miguel Celadas y Ricky Morales son sustituidos, ocasionalmente, por el hermano de este último, Antonio Morales "Junior", que también hace voces y coros pero sin ser miembro oficial. El grupo continúa actuando por el circuito madrileño hasta que a finales de ese mismo año, Mimo deja la formación y abandona la música. Los Jumps todavía seguirán en activo unos meses más, pero en 1963 la banda se disuelve.
Ricky Morales pasará a formar parte de los proto-garajeros Shakers mientras su hermano Antonio se integrará como vocalista en Los Pekenikes. Y, ya a finales de 1964, fundará (junto a Fernando Arbex, Juan Pardo y Manuel González) los archifamosos Los Brincos.

## Discografía
- Ep <<Mimo's Rock>> - Mimo en solitario: "Something has changed me / A teenager in love / I love you so / Don't ever leave me" (Variety, 1960).
- Ep <<Mimo y sus Rocks>>: "Caminando / Júrame / Muñeca viviente / Sueño" (Philips, 1961).
- Ep <<Speedy Gonzales>>: "Speedy Gonzales / Mr Twist / Pippermint Twist /Amapola" (Philips, 1962).
- Ep: "Adiós mundo cruel/ Oh, oh, Rosy / Déjame bailar / Twist sensacional" (Philips, 1962).